# Контрон (Порденоне)
Контрон је насеље у Италији у округу Порденоне, региону Фурланија-Јулијска крајина.
Према процени из 2011. у насељу је живело 6 становника. Насеље се налази на надморској висини од 480 м.